# Liga Jónica

Ciudades de Jonia. Las fundadoras de la Liga Jónica, en rojo. Las que luego se sumaron a la liga en los siglos XI-VIII a. C., en rosa.

En la Antigua Grecia, la Liga Jónica (griego antiguo Τὸ Κοινὸν τῶν Ἰώνων, tò koïnòn tỗn Iốnôn), también conocida con la simple denominación de los jonios (griego antiguo Οἱ Ἴωνες, Hoi Íônes) o Dodecápolis jonia, era una alianza de doce ciudades griegas jonias de la costa anatolia e islas adyacentes. Su función era doble. En el plano religioso, era una anfictionía encargada del culto a Poseidón Heliconio en el santuario del Panjonio, en el cabo Mícala; en el plano político, permitía unificar a los griegos de Asia Menor contra los persas.

## Origen
Según una tradición relatada por Heródoto, los jonios eran originalmente aqueos expulsados de sus tierras. Ello se explica probablemente por la relación entre el culto a Poseidón en Hélice, en Acaya y el de Poseidón Heliconio, que unía a todos los jonios, pero no tiene fundamento histórico. La inscripción llamada Crónica de Paros fija la creación de la Liga en el mismo momento que la fundación de Mileto y de otras ciudades jonias y le asigna la fecha de 1086-1085 a. C. (o 1086-1075 a. C. siguiendo la lectura; se trata de una suposición sin fundamento.
La existencia de la Liga está atestiguada desde principios del siglo VII a. C. al menos. Para Wilamowitz, la alianza se formó hacia 700 a. C. para llevar la guerra contra la ciudad de Melia, en cuyo territorio se encontraba el Panjonio; después fue transformada en confederación formal para luchar contra las agresiones lidias. Se ha objetado que un conflicto contra una ciudad como Melia no necesitaba la alianza de doce ciudades ; no subsiste ningún rastro de una confederación antilidia, sabiendo que los lidios se destacaban más bien por su bondad con los griegos. La guerra contra Melia no sería más que un acontecimiento entre otros en la vida de la Liga. Habría sido creada desde una óptica de expansión a costa de los etolios, de los que una parte del territorio sirvió para la creación de ciudades jonias; a continuación se consolidó contra los cimerios.

## Organización
En la época de Heródoto el número de ciudades jonias estaba canónicamente fijado en doce: Mileto, Miunte y Priene en Caria; Eritras, Éfeso, Colofón, Lébedos, Teos, Clazómenas y Focea en Lidia, así como las islas de Samos y Quíos. Es cierto que este no era el número original, ya que Melia fue destruida por los otros miembros y los textos atestiguan las adhesiones sucesivas de Esmirna, Quíos, Focea, Eritras y Clazómenas. La Liga en su configuración máxima constaba de trece miembros.
Contrariamente a la anfictionía de Delfos, la principal función de la Liga Jónica no era religiosa: el culto de Poseidón Heliconio debía su notoriedad a los jonios, y no a la inversa. Se trataba de una alianza esencialmente política, dotada del poder de hacer la guerra y de arbitrar las discrepancias. Sus delegados (griego antiguo σύνεδροι, súnedroi) se reunían en el santuario del Panjonio, sin duda a intervalos regulares. No hay ninguna mención de una ejecutiva federal. A la vista de la ineficacia de la Liga en la guerra contra Lidia, después contra los persas, se puede deducir que debió tener en cuenta a sus Estados miembros para aplicar sus directivas.
Heródoto informa de varias tentativas de reforma de la Liga Jónica durante la dominación del rey aqueménida Ciro II. Bias de Priene, uno de los Siete Sabios de Grecia, propuso un sinecismo, es decir, la reunión de varias ciudades en una sola, en esta ocasión en Cerdeña: establecidos de esta manera en una posición fuerte, los jonios podrían recuperar su libertad. En la misma época, según Heródoto, Tales de Mileto, hizo otra propuesta cuyo alcance exacto fue debatido: para algunos, se trataba para las ciudades de abandonar su independencia para quedar baja la dirección de Teos, sobre el modelo de la futura Liga Calcídica; para otros, el modelo es más bien el de una Commonwealth; para otros, se trataba de transferir a título exclusivo a un consejo federal la competencia de las relaciones internacionales, con el derecho de hacer la guerra y de firmar tratados. Ni la proposición de Bias, ni la de Tales fue aceptada, lo que Heródoto deplora: ella «les hubiera hecho los más felices de todos los griegos, si hubieran querido seguir».